# Евреи в Русия
Евреите в Русия (на иврит: יהדות רוסיה, на идиш: רוסישע ייִדן, на руски: Евреи в России) са 33-та по численост етническа група в Русия. Според преброяването на населението през 2010 г. броят на хората, определили се за евреи, е 156 801 души, или 0,11% от населението на страната.
Повечето руски евреи принадлежат към ашкеназката (европейска) група и имат за свой роден език руски. В Дагестан и в големите градове има и планински евреи, близки до тях са бухарските и грузинските евреи. В Крим съществуват малки общности от караити и кримчаки.

## Численост и дял
Численост и дял на евреите според преброяванията през годините:
| Преброяване | Численост | Дял (в %) |
| 1926        | 539 086   | 0,58      |
| 1939        | 891 147   | 0,82      |
| 1959        | 875 058   | 0,74      |
| 1970        | 807 526   | 0,62      |
| 1979        | 699 286   | 0,51      |
| 1989        | 550 709   | 0,37      |
| 2002        | 233 439   | 0,16      |
| 2010        | 156 801   | 0,11      |